# ماه و آتش

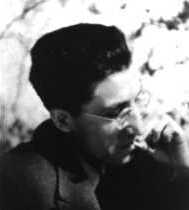
چزاره پاوزه رمان نویس ایتالیایی

ماه و آتش (به ایتالیایی: La luna e i falò) بهترین و آخرین رمان چزاره پاوزه رمان‌نویس و مترجم معروف ایتالیایی است. رمان درباره فردی است که پس از پایان جنگ جهانی دوم از آمریکا به سوی ایتالیا و روستایی که در آن به دنیا آمده باز میگردد. چزاره پاوزه پس از نوشتن این کتاب توانست جایزه استرگا را دریافت کند. چزاره اندکی پس از نوشتن آن در یک هتل خودکشی کرد.

## مضمون
در آثار پاوزه بالاخص دو اثر ماه و آتش و مجموعه شعر زمین و مرگ تردید و تیرگی را می‌شود دید.

## ترجمه فارسی
- پاوه زه، چه زاره؛ ماه و آتش؛ مترجم: محسن طاهرنوکنده؛ نشر گمان؛ چاپ اول ۱۳۷۰؛ تهران؛ ۲۲۲ صفحه.